# Identifiant de profil de service
L’identifiant de profil de service (en anglais Service Profile Identifier : SPID) est une valeur décimale utilisée en Amérique du Nord par des commutateurs RNIS (en anglais switch ISDN) pour authentifier l'équipement qui souhaite une connexion. Il sert également à identifier les services et les fonctions d'un circuit de télécommunication RNIS. Un SPID est construit à partir d'un numéro de téléphone assigné à un circuit et, aux États-Unis, il respecte une convention de nommage à 14 chiffres. 